# 中国人民武装警察部队济南指挥学院
中国人民武装警察部队济南指挥学院，简称武警济南指挥学院，是曾经存在的一所武警部队初级指挥干部军事高等院校，隶属武警山东总队，为正师级单位。现已撤销，改建为训练基地。
学院培养武警干部、士官司务长，轮训任职干部等。

## 历史与沿革
- 1984年12月21日，国务院批准武警山东总队教导大队正式改建中国人民武装警察部队济南指挥学校（武警济南指挥学校）。
- 2004年，建立中国人民武装警察部队指挥学院济南分院，合署办公。
- 2006年，武警济南指挥学校、武警指挥学院济南分院合并，升格为中国人民武装警察部队济南指挥学院。
- 2011年，撤销，改建为训练基地。

## 专业设置
- 武警指挥专业

### 引用
1. ↑  .   [2011-03-12]. （原始内容存档于2011-03-24）.